# Литолиз
Литолиз — терапевтическая процедура, растворение мочевых конкрементов при мочекаменной болезни. Литолиз может быть нисходящим или восходящим.
Нисходящий литолиз наступает при приёме лекарственных препаратов внутрь или парентерально и возможен только при мочекислом уролитиазе. Следует различать лечение мочекислого диатеза и уролитиаза и собственно растворение камней-уратов, хотя во многом оно совпадает. Литолиз уратных камней достигается путём алкализации (подщелачивания) мочи. Лечебные мероприятия при мочекислом диатезе аналогичны.
Восходящий литолиз — прямое воздействие растворов литолизирующих веществ на камни, расположенные в почечной лоханке и чашках. Он заключается в перфузии полостей почек через двухходовые мочеточниковые катетеры или пиело- и нефростомические дренажные трубки, что достигается путём катетеризации почки специальными двух- или трёхстворчатыми катетерами. Вариантом восходящего литолиза является послеоперационное орошение почечной лоханки через нефростому растворами литолизирующих веществ.